# Silvia Gruner
Silvia Gruner (Ciudad de México, 1959) es una artista mexicana. Su obra es multidiscplinaria y comprende videoarte, fotografía, video y cine, los cuales integra en instalaciones. Su trabajo reflexiona sobre la individualidad corporal y la colectividad, mezclando feminismo y post conceptualismo.

## Formación académica
Estudió en el Massachusetts College of Art y en la Betzalel Academy of Art and Design. Gruner trabajó en los años 90 en la búsqueda de nuevos espacios de exposición de arte contemporáneo en México en los años 90, y su labor influenció a una generación posterior de creadores.

## Becas y reconocimientos
- Beneficiario del Sistema Nacional de Creadores FONCA, México (2012-2015, 2007-2010, 2002-2005 y 1999-2002).
- 1999-2000: Rockefeller Mac Arthur Fellowship de cine, video y multimedia, EE. UU.
- 1993-1994: Apoyo de FONCA para proyectos especiales y coinversiones culturales, México.
- 1990-1991: Beca FONCA para jóvenes creadores, México.[7]

## Producción artística
Su trabajo multidisciplinario incluye videoarte, fotografía, películas, video y cine, que integra en las instalaciones. Su obra reflexiona sobre la individualidad del cuerpo y lo colectivo. Gruner cuestiona los discursos e imágenes ideológicas de la Nación, a través de la contaminación del contacto corporal, el residuo y el fragmento.
| Instalaciones y actuaciones |
| --- |
| 1991 |
| Soy esa simetría, Cinemateca de San Francisco, San Francisco, CA y Universidad Iberoamericana, Ciudad de México, MX. |
| 1989 |
| El Vuelo, Museo Universitario Chopo, Ciudad de México, MX. |
| Silvia Gruner mostró una diversidad de estrategias artísticas para entrelazar, en los usos materiales, eróticos o rituales del cuerpo, una variedad de dicotomías: lo femenino antes que lo masculino, lo nacional antes que lo global; Lo orgánico y lo histórico. |
| 1988 |
| Vía o paso, Mobius, Boston, MA. |
| 1987 |
| Serenata, Massachusetts College of Art, Boston, MA. |
| 1986 |
| ¿Serán las abejas, las avispas o las luciérnagas?, Massachusetts College of Art, Boston, MA. |

## Exhibiciones
Su obra ha sido expuesta en museos y galerías artísticas de México y de países como España, Cuba, Estados Unidos, Canadá y Alemania.

### Exhibiciones colectivas
2001
- Muestra de Video Mexicano, Touluse, Montpellier y Barcelona.
- Re-Hacer, Selección de obras de la colección JUMEX, Ex-Teresa Arte Actual, Ciudad de México.
- Ubicaciones, Arte Contemporáneo de México, MUCA, UNAM, Ciudad de México.
- Drama Queens, Mujeres detrás de la cámara, Serie de películas Guggenheim, Museo Guggenheim, Nueva York, NY.
- La colección Gelman, Museo de Arte Contemporáneo, San Diego, CA, Museo de Arte de Dallas, Dallas, TX, Museo de Arte de Phoenix, Phoenix, AZ.
- Art Line, Borken, Alemania.
- El camino a Aztlán, el arte de una patria mítica, Museo de Arte del Condado de Los Ángeles, Los Ángeles, CA, El Museo de Arte de Austin, Austin, TX, El Museo de Arte de Albuquerque, Albuquerque, Nuevo México.
- Trienal de Phoenix, Museo de Arte de Phoenix, Phoenix, AZ.
- Video Café, Museo de Arte de Queens, Nueva York, NY.

2000
- Cinco Continentes y Una Ciudad, Museo de la Ciudad de México, México.
- El Enigma de los Cotidiano, Casa de América, Madrid, España.
- InSITE 2000, San Diego, CA – Tijuana, México.
- Kwanju Biennale 2000, Kwangju, Corea.

1999
- Yo y mi circunstancia, Museo de Bellas Artes, Montreal, Canadá.
- Escultura realizada: Proyectos de Arte raros, Nueva York, NY.
- Talleres: Art de Guadalajara Talleres, Galería Track 16, Santa Mónica.
- Sous la grisalle de México, Espace dArt Yvonamor Palix, Paris, Francia.

1998
- En Crudo, Museo Nacional De Arte, Ciudad de México, México.
- Collares, Fotoseptiembre Internacional 98, Instituto Morelense de las Artes, Cuernavaca, México.
- El Cuerpo Aludido, Museo Nacional de Arte, Ciudad de México, México.
- En crudo, Museo Nacional de Arte, Ciudad de México, México.
- Desde el cuerpo: Alegorías de lo femenino, Museo de Bellas Artes, Caracas, Venezuela.
- 97- Escultura Itinerante, Museo Regional de Guadalajara, y 10 sitios más, México.

1997
- Así está la cosa, Instalación y Arte objeto en Latinoamérica, Centro Cultural Arte Contemporáneo, Ciudad de México, México.
- Pequeñas necesidades de la vida, 2a Bienal de Johannesburgo, Ciudad del Cabo, Sudáfrica.
- Cercanías Distantes, Un diálogo entre artistas chicanos, irlandeses y mexicanos, Museo Carrillo Gil, Ciudad de México, México.
- La tendencia conceptual: seis artistas, Museo del Barrio, Nueva York, NY.
- México Hoy, Punto de partida, Galería de Riffe de los consejos de arte de Ohio, Ohio.

1996
- Relaciones distantes, una exposición de arte contemporáneo irlandés, mexicano y chicano, Camden Arts Center, Museo Irlandés de Arte Moderno, Museo de arte de Irlanda y Santa Mónica, CA.
- Tendencias, Nuevo Arte de la Ciudad de México, Galería de arte de Vancouver, Vancouver, Canadá.
- Video Faz, Art+Idea, Ciudad de México y Museo Regional de Guadalajara, Jalisco, México.
- 10th Bienal de Sídney, Sídney, Australia.
- Vivir es dejar huella, Instituto Cultural Cabañas, Guadalajara, Jalisco, México.

1994
- Relaciones lejanas, una exposición de contemporáneos irlandeses, mexicanos y Arte Chicano, Galeria Ikon, Birmingham, Inglaterra.
- El nacimiento de Venus, TRIANGULAR, Guatemala, México y Suiza.
- Tendencias, Nuevo arte de la Ciudad de México, Instituto de Arte de San Francisco, CA.
- La Mitad del camino, InSITE 94, Frontera Tijuana-San Diego y Museo de Arte Contemporáneo., San Diego, CA.
- Las Nuevas Majas, Galería Otis Parsons, Los Ángeles, CA.

1993
- Artistas Mexicanos Contemporáneos Europalia 93 México, Museo Dhondt Dhaenens-Deurle, Bélgica.
- Objeto-Sujeto, XXI Festival Cervantino, Guanajuato y Museo de Monterrey, Monterrey, México.
- Otras gráficas, Museo Carrillo Gil, Ciudad de México, México.
- Lesa Natura, Museo de Arte Moderno, Ciudad de México, México.
- Confrontaciones, Casa de América, Madrid, España.

1992
- Aktuellekunst aus México, Frankfurter Kunstverein, Frankfurt, Alemania.
- Entretropicos, Museo Sofia Imber, Caracas, Venezuela.

1991
- El corazón sangrante, Instituto de arte contemporáneo, Boston, Massachusetts.
- La ilusión perenne de un principio vulnerable: otro arte mexicano, Centro de Arte Colegio de diseño, Pasadena, CA.
- Arte de la Ciudad de México, Espacio de arte estrella azul, San Antonio, Texas.
- Profecías personales, Miami Dade Community College, Miami, FL.
- Todo sereno… 7 jóvenes artistas hijos de la ciudad, Galería del IFAL, Ciudad de México, México.

1990
- Nuevas Direcciones, Galería La Raza, San Francisco, CA.
- La cara de la pirámide, La Galería, Nueva York, NY.

1989
- Tercera Bienal de La Habana, La Habana, Cuba.
- Arte = Vida, Instalación, Universidad Iberoamericana, Ciudad de México, México.
- De la estructuración plástica en serie, Centro Cultural Santo Domingo, Ciudad de México, México.
- A propósito, 14 obras en torno a Joseph Beuys, Ex-Convento del Desierto de los Leones, Ciudad de México, México.

1986
- La Isla de Pandora, Galería Thompson, Boston, MA.
- Safari, Galería Thompson, Boston, MA.
- Textos con lagartijas, Galería North Hall, Boston, MA.

### Exhibiciones individuales
2001
- Lejos de ti, Galería Iturralde, Los Ángeles, CA.
- Nado Vigilado, video instalación, proyecto para Hotel Habita, Ciudad de México.
- Lejos de ti, instalación y video, proyecto para Hotel Deseo, Playa del Carmen, Quintana Roo, México.

2000
- Circuito Interior (retrospectiva exhibición), Museo de Arte Carrillo Gil, Ciudad de México, México.

1998
- 500 kilos de impotencia (o posibilidad). Instalación, Torre de los Vientos, Ciudad de México, México.
- Collares, Fotoseptiembre, Centro Morelense de las Artes, Morelos, México.
- Silvia Gruner: Proyecto para el Museo de Arte Contemporáneo, Serie Panamericana, San Diego, California.

1997
- Collares, Centro de la Imagen, Ciudad de México, México.
- Detalles Arquitectónicos, Galería Arte Contemporáneo, Ciudad de México, México.

1996
- Cubiertos, XXIV Festival Cervantino, Alhóndiga de Granaditas, Guanajuato, México.

1994
- Azote – a, Instalación, Temistocles 44, Ciudad de México, México.
- Reliquias, Instituto de Cooperación Iberoamericana de Buenos Aires, Argentina.
- Inventario, Video instalación, Museo Carrillo Gil, Ciudad de México, México.

1993
- La expulsión del paraíso, Ex-Convento de Tepoztlán, Morelos, México.
- Las justificaciones del placer, Galería Nina Menocal, Ciudad de México, México.

1992
- Destierro, Centro Cultural Arte Contemporáneo, Ciudad de México, México.
- Destierro, Itzamatitlan, Morelos, México.
- Fetiches domésticos, Itzamatitlan, Morelos, México.

1991
- De las formas ancestrales o uno comiéndose su propia cola, Curare, Ciudad de México, México.

1990
- Silvia Gruner, Instalaciones, Dibujos, Video, Museo del Chopo, Ciudad de México, México.

1987
- El Callejón del Beso, Boston, Massachusetts.

1986
- Conversaciones con un loto azul, Galería Thompson, Colegio de Artes de Massachusetts, Boston Massachusetts.[7]